# Dysphania paupera
Dysphania paupera là một loài bướm đêm trong họ Geometridae.